# フィジー人の一覧
フィジー人の一覧（フィジーじんのいちらん）は、フィジー人やフィジー出身の人物の一覧。

## あ行
- ジョセファ・イロイロ - 元大統領
- キキワカ・ウイルソニー - ラグビー選手
- ロブ・エルダー - 男子アーチェリー選手

## か行
- ペナイア・ガニラウ（英語版） - 元大統領
- ライセニア・ガラセ - 政治家
- ロイ・クリシュナ - オリンピックサッカーフィジー代表選手
- ジオジ・コンロテ（ジオジ・コノウシ・コンロテ） - 大統領（2021年まで）

## さ行
- ルペニ・ザウザウニブカ - ラグビー選手
- ラディキ・サモ - 2016年現在、日本の横河武蔵野アトラスターズに所属しているラグビー選手
- ナリーニ・シン - 小説家。フィジーで出生後ニュージーランドに移住
- ビジェイ・シン - プロゴルファー
- ジミー・スヌーカ - プロレスラー
- ジョペ・セニロリ（英語版） - 元副大統領
- ワイサレ・セレヴィ - ラグビー選手
- ジョン・セル - プロレスラー

## た行
- トゥキリ・ロテ・ダウラアコ - ラグビー選手
- ヴィリアメ・タカヤワ - 男子柔道家。「フィジーの柔道の父」とも呼ばれる
- ネマニ・タカヤワ - 男子柔道家
- ジョサイア・タヴァイキア（英語版） - 元副大統領
- イノケ・タキヴェイカタ（英語版） - 元副大統領
- ディネッシュ・チャンド - ゴルファー
- チョネ・デライ - 男子陸上競技選手
- デーリック・トーマス - ラグビー選手
- ローレンス・トムズ - 男子アルペンスキー選手

## な行
- シシリア・ナイシガ - 女子柔道家
- エペリ・ナイラティカウ（英語版） - 元大統領
- ネマニ・ナドロ - ラグビー選手
- アポロシ・ナワイ - 政治家

## は行
- フランク・バイニマラマ（ジョサイア・ヴォレンゲ・バイニマラマ） - 首相（2022年まで）
- オセア・ヴァカタレサウ - サッカーフィジー代表選手
- モアヴェ・ヴ - 男子陸上競技選手
- I・L・ブラ - 男子クリケット選手
- ニコ・ヴェレカウタ - 男子陸上競技選手
- マテイトンガ・ボギドゥラウマイナダヴェ - ラグビー選手
- カリン・ホワイトサイド - 女子バドミントン選手

## ま行
- カミセセ・マラ（英語版） - 元大統領

## や行
- サムエラ・ヤヴァラ - 男子陸上競技選手

## ら行
- 副島亀里・ララボウ・ラティアナラ - 2016年現在、日本のコカ・コーラレッドスパークスに所属しているラグビー選手
- ジョセファ・リリダム - 2016年現在、日本のNTTドコモレッドハリケーンズに所属しているラグビー選手
- ニッキー・リトル - ラグビー選手

## わ行
- サナイラ・ワクァ - 2022年現在花園近鉄ライナーズに所属するラグビー選手。ラグビー日本代表キャップ保持者。